# Sárga falizuzmó

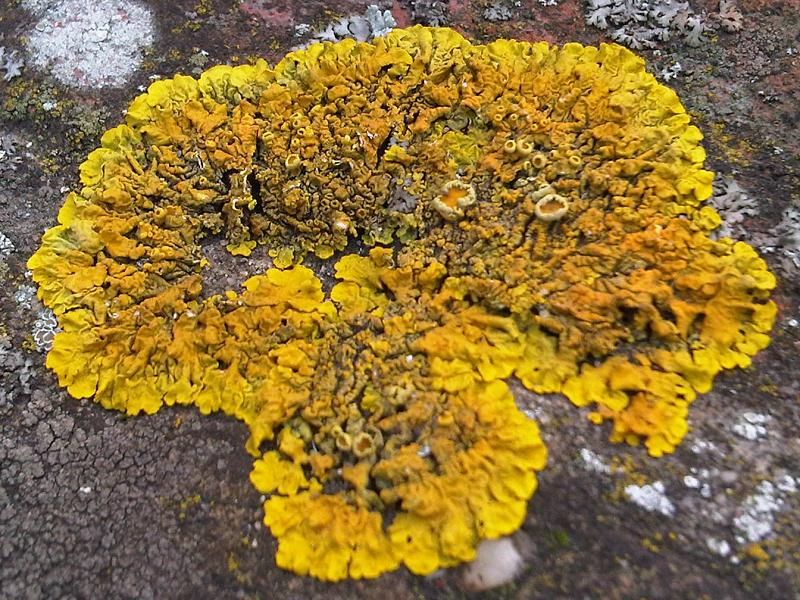
Sárga falizuzmó a kövön ...

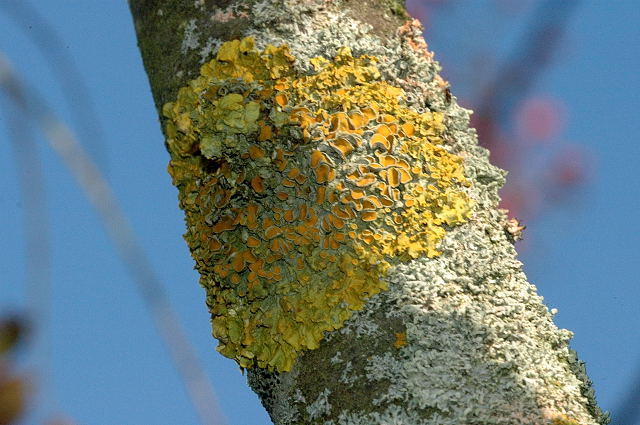
... és a fa kérgén

A sárga falizuzmó vagy sárga kéregzuzmó (Xanthoria parietina) a zuzmók egyik faja. Az Amerikai Energiaügyi Minisztériumhoz tartozó Joint Genome Institute (JGI) a genomszekvenálás modellszervezetévé választotta; 2006-ra tervezték a szekvenálását, a zuzmók közül elsőként. Korábban a sárgaságot próbálták gyógyítani vele sárga színe miatt.

## Előfordulása
A sárga falizuzmó világszerte elterjedt zuzmó. Ez az élőlény egyaránt képes megélni a sziklákon, falakon és fák kérgein is.

## Rendszertana
E zuzmót először Carl von Linné írta le, 1753-ban, Lichen parietinus néven.

## Megjelenése
A sárga falizuzmó növényi része, levélszerű és általában nem haladja meg a 8 centiméteres átmérőjű szélességet. A növényi rész nyúlványai 1-4 milliméter átmérőjűek és laposak. A zuzmó felső része, sárga, narancsszínű vagy zöldessárga lehet, míg az alulsó része fehér. Ennél az élőlénynél az izídiumok és szorédiumok hiányzanak, azonban a tömlősgombákra jellemző termőtest (ascocarpium) általában megvan.
A külső burkot a gomba rész hifája borítja, hogy megakadályozza a zuzmót a kiszáradástól és a Nap káros hatásaitól. A sárga falizuzmó gomba részének vastagsága, az élőhelytől függően változó. Az árnyékos helyeken vékonyabb, míg a napsütötte helyeken vastagabb, hogy megvédje a növényi részt, mivel a sárga kéregzuzmó nem túl fénykedvelő. A parietin nevű pigment adja a sárga és narancsszínt ennek az élőlénynek.

## Életmódja
A sárga kéregzuzmó főleg az ágakon és kérgeken nő, a sziklákon kevésbé. A sziklákon való megtelepedését a madarak ürüléke segíti elő, mivel ezzel tápanyaghoz jut.
A fotoszintézishez a növényi rész, a sárga falizuzmó esetében a Trebouxia nevű zöldalga segítségével jut hozzá. A sárga falizuzmó a Trebouxia nemzetségből, főleg a Trebouxia arboricola és Trebouxia irregularis fajokat használja fel. Mindkét algafaj képes megélni a zuzmón kívül is, vagyis anélkül, hogy szimbiózisban éljenek a tömlősgombával.
Egy kutatás eredményei szerint a nyúlványoknak csak 7 százalékát foglalják el az algák. A sárga szín pedig szabályozza az algákhoz eljutott fényt.
Legfőbb élőhelyei: a nyárfaerdők, az ártéri erdők, a megművelt földek és a lakott helyek. Kedveli a nagy mennyiségű nitrogént, és az eutrofizációra hajlamos. A farmokon az állatok közelében telepszik meg.
Ez a világszerte elterjedt zuzmó megtalálható Ausztráliában, Afrikában, Ázsiában, Észak-Amerikában és Európa nagy részén. Észak-Amerika keleti részén és Európában főleg a parti részeken él. A 20. században, a kanadai Ontario tartomány déli részén, a sárga kéregzuzmó újbóli megtelepedéséért az ipari és mezőgazdasági tevékenység következtében megsokszorozódott nitrátmennyiség a felelős.

## Szaporodása
A zuzmók könnyen szaporodnak és terjeszkednek az izídiumok, szorédiumok és blasztidiumok segítségével. Azonban a sárga falizuzmónál mindezek hiányzanak, úgyhogy e zuzmó esetében a szimbiózisban élő mindkét fél, termel saját szaporodó sejteket, amelyeket a sárga kéregzuzmóval táplálkozó állatokon élősködő atkák: a Trhypochtonius tectorum és a Trichoribates trimaculatus megesznek, és az ürülékük segítségével új élőhelyet hódítanak meg.

## Környezetszennyezés-tűrése
A sárga falizuzmó eléggé jól viseli a környezetszennyezést. A laboratóriumi kísérletek azt mutatták, hogy kibírja a kén-hidrogénnel való érintkezést, anélkül, hogy károsodást szenvedne el. A nehézfémeket is megtűri.
E tűrőképessége miatt a sárga falizuzmót biomonitor szervezetként is felhasználják.

## Bioaktív vegyületei
Az X. parietina kiválaszt egy narancssárga színű antrakinon-származékot, a parietin pigmentet, ami a felső kéreg legfelső rétegében apró kristályokként rakódik le. A parietin előállítását az UV-B sugárzás elősegíti, és a fotoszintézis termékei (amiket a Trebouxia zöldalga-szimbionta is előállít) stimulálják. Az X. parietina anyagcsereterméke még a 2-metoxi-4,5,7-trihidroxi-antrakinon is.

## Orvosi felhasználása
Az X. parietina vizes kivonata in vitro jó antivirális képességgel bír, a 2-es típusú humán parainfluenza-vírus szaporodását gátolja.

## Képek

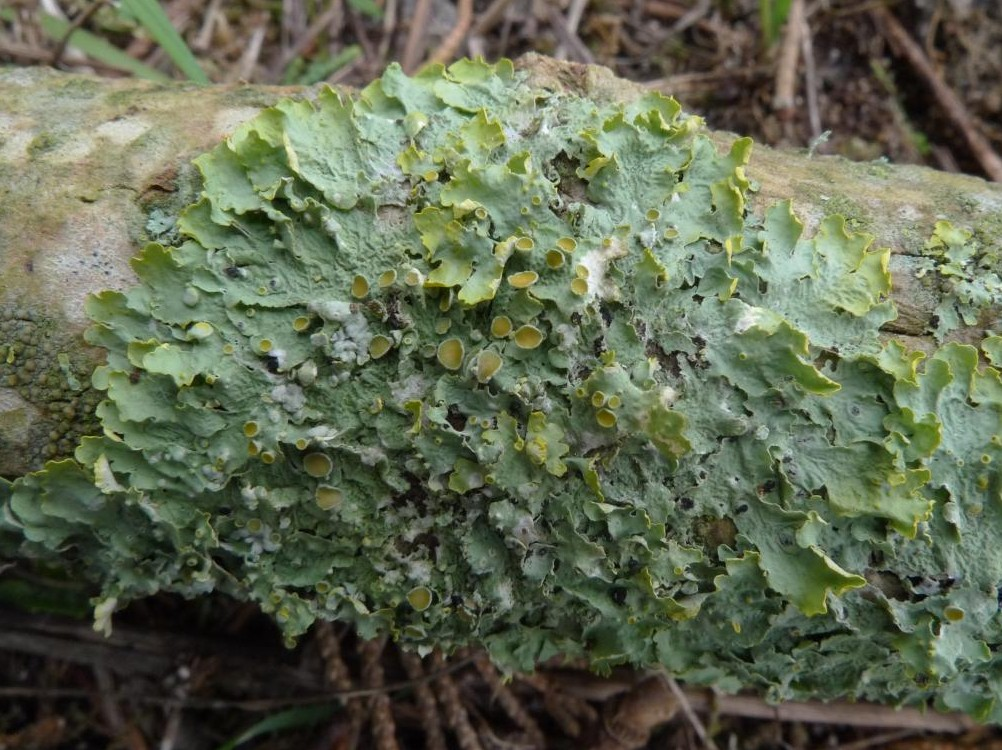
Zöldes
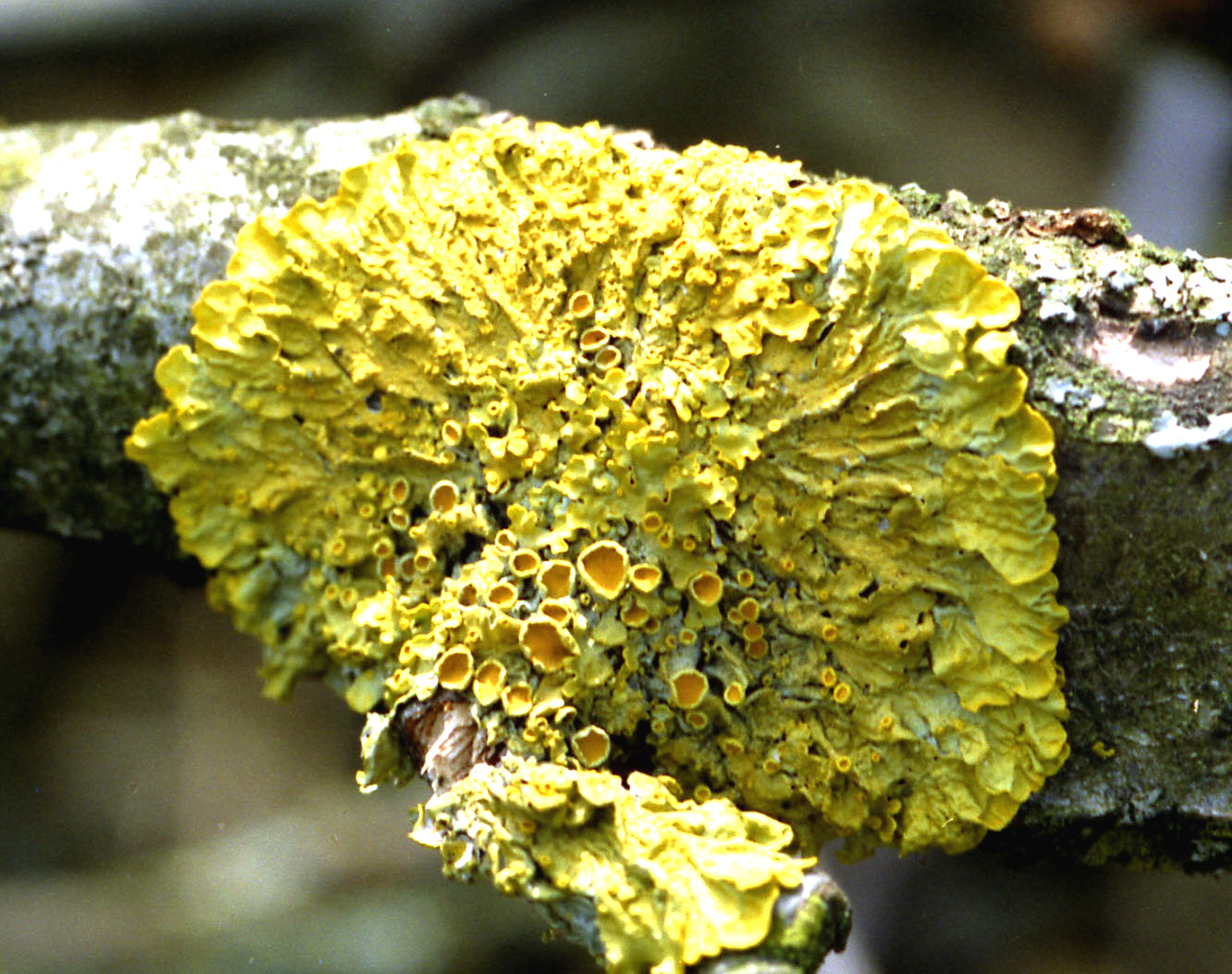
Sárga
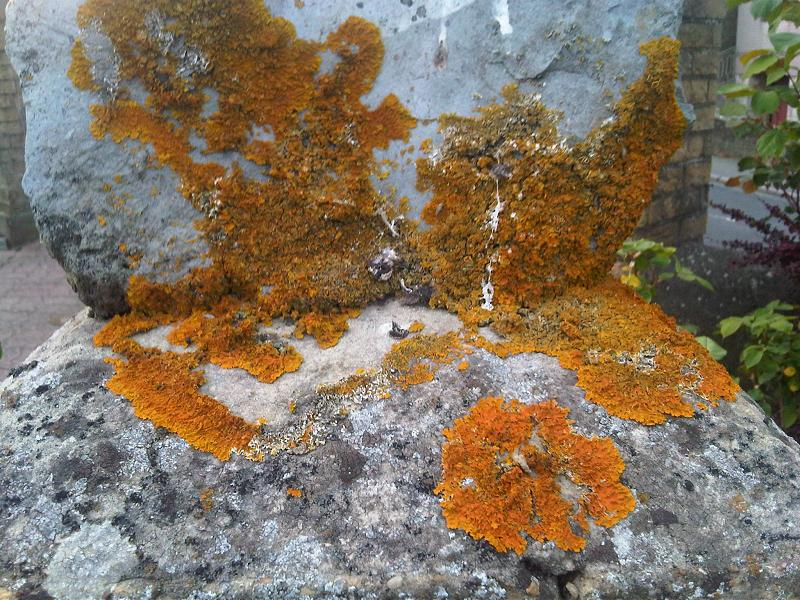
Sziklán növő és rozsdás színű
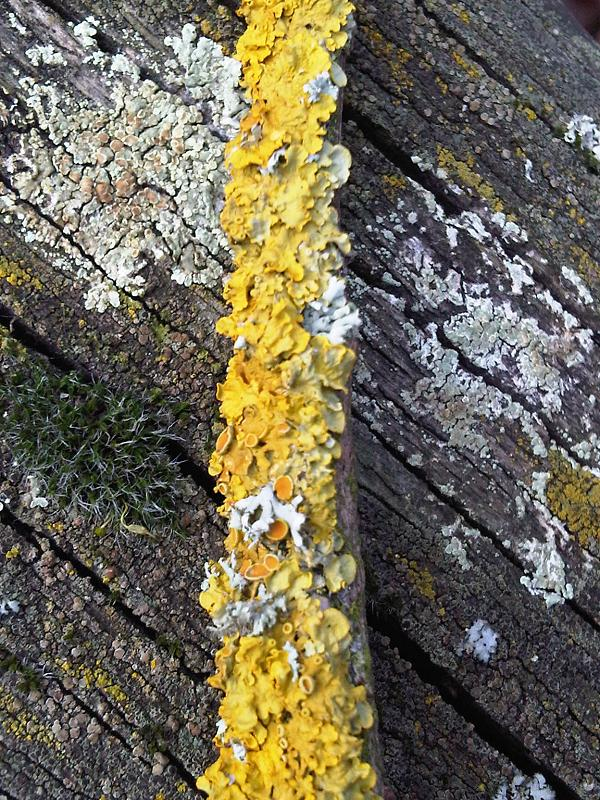
Zuzmóval benőtt ág
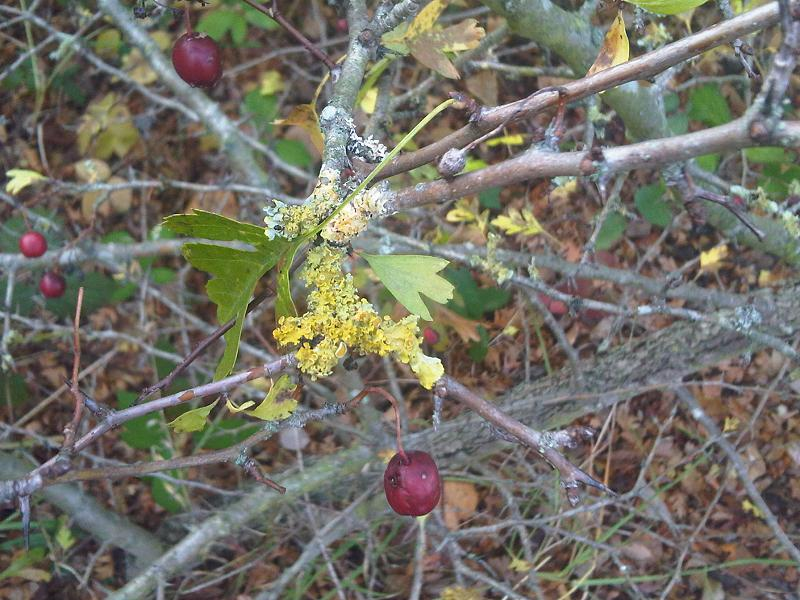
Egybibés galagonya (Crataegus monogyna) ágán
A sárga falizuzmó telepei
Az X. parietina-ban található narancssárga festékanyag, a parietin szerkezete

## Fordítás
- Ez a szócikk részben vagy egészben  a   Xanthoria parietina című angol Wikipédia-szócikk ezen változatának fordításán alapul.  Az eredeti cikk szerkesztőit annak laptörténete sorolja fel. Ez a jelzés csupán a megfogalmazás eredetét és a szerzői jogokat jelzi, nem szolgál a cikkben szereplő információk forrásmegjelöléseként.